# Black-Mountain-Nationalpark (Queensland)
Der Black-Mountain-Nationalpark (engl. Black Mountain National Park) im australischen Bundesstaat Queensland umfasst ein etwa 781 Hektar großes Gebiet etwa 25 Kilometer südwestlich von Cooktown. Er gehört zum UNESCO-Weltnaturerbe Wet Tropics of Queensland.

## Geologie
Charakteristisch für den Park sind die namensgebenden Berge aus eigentlich hellgrauem Granit – die dunkle Farbe wird hervorgerufen durch den Bewuchs mit Blaualgen.
Vor etwa 260 Millionen Jahren erstarrte hier Magma tief unterhalb der Erdoberfläche. Darüberliegendes weicheres Gestein erodierte im Laufe der Zeit und gab den Granit frei. Weitere Verwitterung, besonders das Aufeinandertreffen von kaltem Regen und von der Sonne erhitztem Gestein führte dann zum heutigen zerklüfteten Erscheinungsbild.

## Fauna
Der Park ist Heimat dreier endemischer Tierarten: die Froschart Cophixalus saxatilis, die Skinkart Carlia scirtetis und die Geckoart Nactus galgajuga.